# Cubase
 (mars 2017).
Cubase est une famille de séquenceurs musicaux conçus par la société allemande Steinberg Media Technologies.
Ce logiciel a succédé à la série des séquenceurs 'Pro' commencée sur C64 pour prendre fin avec PRO-24 III sur Atari.
Les premières versions de Cubase sont apparues sur Atari puis Mac et Windows.
Depuis 2013, la gamme (exclusivement Mac/Windows) se décline en Cubase Elements pour l'usage familial, Cubase Artist pour les amateurs avertis et Cubase Pro pour les professionnels.
Nuendo est destiné à la grande production musicale et à la post-production (cinéma, audiovisuel, jeux-vidéo, réalité virtuelle). Il apporte principalement des fonctionnalités avancée pour les ingénieurs du son au-delà du cadre musical pour lequel Cubase Pro propose déjà une grande panoplie de fonctions et d'outils dépassant le cadre essentiel du domaine discographique.
Des versions « Light Edition » sont parfois fournies en accompagnement de matériels d'informatique musicale (OEM). Plus limitées, elles permettent à ces constructeurs de rendre leur matériel immédiatement utilisable et à Steinberg de se faire apprécier des possesseurs de ces matériels.

## Chronologie des principales versions

### Cubase 1.0 Atari
- Avril 1989 — Initialement appelé Cubit, le nom a été finalement changé en Cubase pour des raisons de copyright. Cubase est le successeur direct du Pro-24[2]. Les Atari 520ST et Atari 1040ST avaient l’avantage d’avoir des prises MIDI d’origine, une grande première pour un ordinateur personnel à cette époque. Une certaine compatibilité existait entre Cubase et Pro-24 III. Cubase était en effet capable de lire directement et d'importer les fichiers MIDI au format .SNG du Pro-24. Cette compatibilité a été maintenue plusieurs années jusqu'aux versions Cubase VST, même après le changement de plateforme (MacIntosh).

### Cubase Audio
- 1991 — Sur Macintosh, première version rajoutant aux fonctions MIDI du séquenceur Cubase l’enregistrement sonore sur disque dur et la manipulation de fichiers audio.
- 1993 — Version spécifique pour le Falcon 030 d’Atari. Performant et stable, il regroupe des effets DSP et permet de travailler avec 8 pistes audio 16 bits, ce qui est phénoménal pour l’époque au regard de l’investissement matériel. Il sera même possible dans des versions ultérieures de travailler avec 16 pistes.

### Cubase pour Windows
- 1992 — Première version du séquenceur sur Windows 3.1

### Cubase Score for Windows
- 1993 — Cubase Score permet 5 modes d’édition : Key, Liste, Logique, Drum, et bien sûr, un mode partition. Un éditeur GM/GS est inclus (format général Midi).

### Cubase Audio XT 3.0
- 1996

### Cubase VST3.0 Macintosh
- 1996 — Jusqu’à 32 pistes audio numériques, jusqu’à 128 effets numériques simultanés. Interface Plug-in permettant l’intégration de modules externes. Édition de partition jusqu’à 60 portées par pages, 8 voix de polyphonie.

### Cubase VST24 4.1 Macintosh
- 1999  Version Macintosh uniquement.

### Cubase SX1.0/Cubase SL1.0
- 2002 - Cubase SX1.0 est la nouvelle génération après Cubase VST. C’est une réécriture complète du code de Cubase s’appuyant sur le moteur de génération de sons Nuendo.

### Cubase SX2.0/Cubase SL2.0
- 2003

### Cubase 4.0
- 2006 — Cubase 4.0 marque la fin du sigle SX et la fin du support des plugins DirectX. C’est un changement majeur de l’interface utilisateur.

### Cubase 4.1
- 2007 — Cubase 4.1 est sorti le 23 octobre 2007 avec de nouvelles fonctionnalités comme le Sidechaining, le Free Group Routing, le Project Logical Editor. Les fonctionnalités existantes comme l’Audiowarp ont été améliorées.

### Cubase 5.0
- 2009 — L’arrivée de cette nouvelle version est annoncée au NAMM Show par Steinberg avec au menu : outils rythmiques, pitch shifting de voix en temps réel, plugin PitchCorrect, compatibilité 64 bits, nouvelle interface, de nombreux nouveaux plugins dont une reverb à convolution, technologie VST Expression pour les samplers virtuels, etc.

### Cubase 6.0

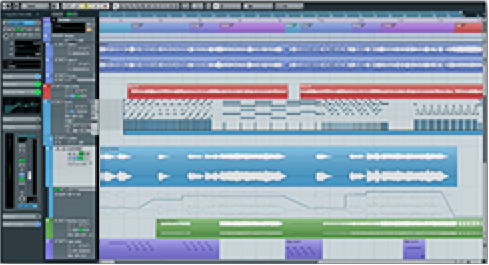
Ecran de Cubase 6.

- 2011 — Cette nouvelle mouture se décline en trois versions : Cubase Elements pour l'entrée de gamme, Cubase Artist pour le milieu de gamme et Cubase 6 pour la version complète[3].

### Cubase 6.5
- 2012 — En mars, une version intermédiaire estampillée 6.5 est mise en ligne. Et c'est une première, cette mise à jour est payante (50 euros). Cette version 6.5 apporte deux nouveaux instruments VST (Retrologue et PadShop), de nouveaux effets (MorphFilter et DJ-EQ), des presets pour Amp Rack, une amélioration des sous-pistes des enregistrements en boucle et d'Audio Warp, une connexion à SoundCloud, la compatibilité avec le codec FLAC et la localisation en chinois [4].

### Cubase 7.0
- Sortie en décembre 2012, cette nouvelle mouture propose essentiellement une Piste Accord, une réécriture de la table de mixage, l'intégration du plugin EQCurve, VST Connect pour les projets partagés via internet. Déclinée en  Cubase Artist, cette version fait l'impasse sur la version d'entrée de gamme « Essentiel » qui est restée en version 6[5].

### Cubase 7.5
- 2013 — Décembre 2013, sortie de la version 7.5 de la gamme Cubase. Au menu, gestion des variations de piste, choix des pistes à afficher dans le projet, mise à jour de HALion Sonic SE 2 et de Groove Agent SE 4, Loopmash FX, une nouvelle reverb REVelation, Magneto 2, VST Connect SE2, etc. [6].

### Cubase 8.0
- 2014 — Décembre 2014, sortie de la mouture 8.0 déclinée en deux versions, Cubase Pro 8 et Cubase Artist. Steinberg promet pour cette nouvelle mouture, optimisation du moteur audio le rendant moins gourmand en ressources, faders VCA, export rapide Audio et Midi, panneau latéral droit avec le rack VSTi et la Mediabay, Groove Agent SE4, organisation des plugins, nouveaux effets dont le Virtual Bass Amp, gestion dynamique des besoins en faible latence, Direct Routine pour gérer différents mixages etc. [7].

### Cubase 8.5
- 2015 — Décembre 2015, sortie de la mouture 8.5

### Cubase 9.0
- 2016 — Décembre 2016, sortie de la mouture 9.0

### Cubase 9.5
- 2017 — Novembre 2017, sortie de la mouture 9.5

### Cubase 10
- 2018 — Novembre 2018, sortie de la mouture 10 comprenant notamment l'alignement automatique des échantillons, Groove Agent SE 5, la sauvegarde des paramètres de mix, l'interface avec ARA2 et MPE
- 2019 — Novembre 2019, sortie de la mouture 10.5

### Cubase 11
- 2020 - Sorti le 11 novembre 2020 avec la mouture 11 comprenant un nouvel assistant de gamme

### Cubase 12
- 2022 - Sorti le 2 mars 2022

### Cubase 13
- 2023 - Sorti le 2 novembre 2023

### Cubase 14
- 2024 - Sorti le 6 novembre 2024[8]

## Version Éducation
Steinberg propose une version « Éducation » pour ses logiciels (Cubase en faisant partie).
La seule différence avec la version classique est son prix réduit à 50 %.
Les personnes éligibles à l’obtention d’une remise éducation sont les enseignants, éducateurs, étudiants ou universités. Les étudiants et enseignants des écoles (de musique) publiques et privées et SAE Institute sont également admissibles.